# Norsk Bremuseum

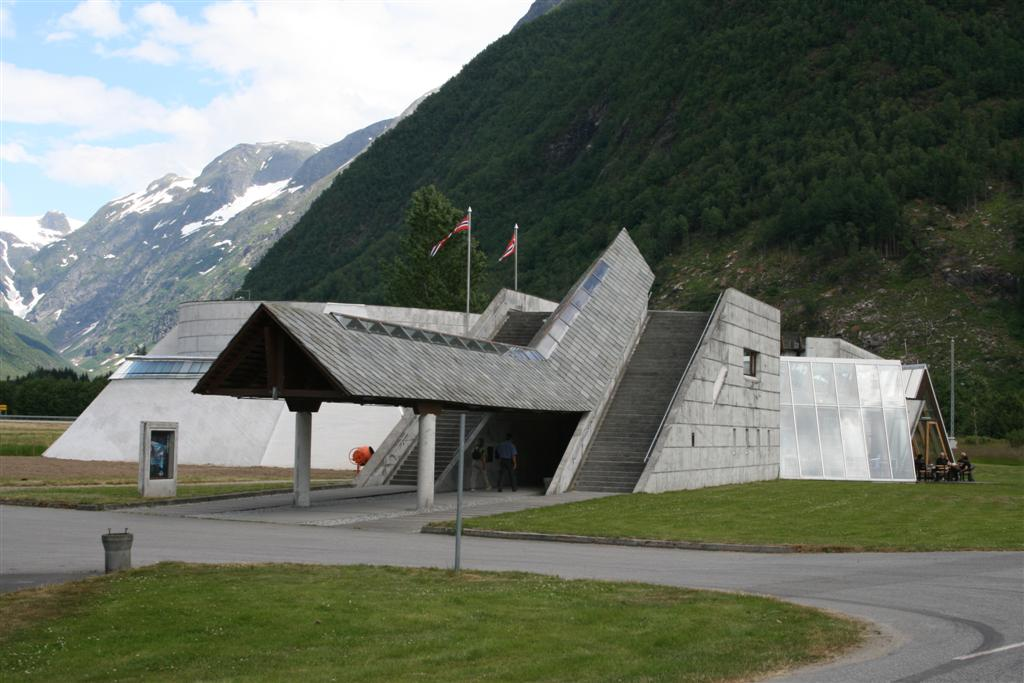
Norsk Bremuseum

Het Norsk Bremuseum (Noors Gletsjermuseum) is een museum in Fjærland, behorende bij de gemeente Sogndal in de provincie Sogn og Fjordane in Noorwegen.
Het sinds 1991 geopende museum biedt informatie en tentoonstellingen over de gletsjer Jostedalsbreen en het nationaal park Jostedalsbreen. Daarnaast is het Ulltveit-Moe Klimaat Centrum hier gevestigd. Het is van april tot en met oktober dagelijks geopend.